# 巴東班讓
巴東班讓是印度尼西亞西蘇門答臘省的一个城市，位於該國西北部蘇門答臘島西部，面積23平方公里，2000年人口40,139，人口密度為每平方公里1,745人。